# Корраль, Джордж
Джордж Улисес Корраль Анг (исп. George Ulises Corral Ang; родился 18 июля 1990 года в Экатепек-де-Морелосе, Мексика) — мексиканский футболист, защитник клуба «Керетаро». Выступал в сборной Мексики.

## Клубная карьера
Корраль — воспитанник футбольной академии клуба «Америка». 2 августа 2008 года в матче против «Пачуки» он дебютировал в Лиге MX.
В начале 2012 года для получения игровой практики Джордж перешёл в «Хагуарес Чьяпас». 15 января в матче против «Гвадалахары» он дебютировал за новую команду. Отыграв два сезона Корраль покинул «ягуаров», по причине закрытия клуба.
Летом 2013 года он подписал контракт с «Керетаро». 20 июля в матче против «Монаркас Морелия» он дебютировал за новый клуб. 19 февраля 2014 года в поединке Кубка Мексики против «Некаксы» Корраль забил свой первый гол за «Керетаро».

## Международная карьера
16 апреля 2015 года в товарищеском матче против сборной США Корраль дебютировал за сборную Мексики.
Летом того же года Джордж попал в заявку на участие Кубке Америки в Чили. На турнире он был запасным и на поле не вышел.